# 伯阳父
伯陽父（？—？），又稱伯陽甫、史伯，為周宣王、周幽王时期的太史，西周末年哲學家。周幽王二年（前780年）發生地震，史載「三川竭，岐山崩」。伯陽父認為「山崩川竭，亡之徵也」，幽王八年，伯阳父告诫郑桓公西周将亡而应到东方谋一条生路，其後便退隱，不久西周便滅亡。
现存文献中对史伯的记载较为简略，只知道其认为地震是自然界“阴阳不合”后冲突下的产物，并提出了“和实生物，同则不继”的命题，认为事物只有多元化发展才可能自然延续，一元化的专制必然走向灭亡。清华简《良臣》有提及“鄭桓公與周之遺老:史全(伯)、宦中(仲)、虢叔、土(杜)白(伯),後出邦。”
宋代《博古图》载录的史伯硕父鼎，被当时的金石学家认为其中的史伯硕父就是史伯本人。1975年2月在陕西省岐山县董家村出土的训匜，所刻金文是中国现存最早的法律判决文书，其中的法官“伯扬父”被不少学者认为就是《国语》中的伯阳父本人。
由于《史记·老子韩非列传》和其他传世文献对老子其人的记载非常模糊，从东汉创立道教开始，就有许多人怀疑史伯才是真正的老子，正是他“见周之衰”，其哲学思想风格与《道德经》的作者有惊人的一致性。